# Port lotniczy Mouila
Port lotniczy Mouila (ICAO: FOGM, IATA: MJL) – międzynarodowy port lotniczy położony w Mouila. Jest to szóstym co do wielkości port lotniczy Gabonu.

## Linie lotnicze i połączenia
| Linia Lotnicza                | Kierunek      |
| ----------------------------- | ------------- |
| Nationale Regionale Transport | 1. Libreville |